# Коткув (Пйотрковський повіт)
Коткув (пол. Kotków) — село в Польщі, у гміні Ґошковиці Пйотрковського повіту Лодзинського воєводства.
Населення — 144 особи (2011).
У 1975-1998 роках село належало до Пйотрковського воєводства.

## Демографія
Демографічна структура станом на 31 березня 2011 року:
|          | Загалом | Допрацездатний вік | Працездатний вік | Постпрацездатний вік |
| -------- | ------- | ------------------ | ---------------- | -------------------- |
| Чоловіки | 77      | 16                 | 46               | 15                   |
| Жінки    | 67      | 9                  | 29               | 29                   |
| Разом    | 144     | 25                 | 75               | 44                   |